# Интернет у Кутији
Интернет у Кутији је јефтина дигитална библиотека састављена од бежичног приступног уређаја са одређеним складишним капацитетом на који се оближњи корисници могу спојити.
Хардвер и софтвер за реализацију овога концепта се промјенио од 2012. са напретком минијатуризације складишних капацитета електронских уређаја те новим открићима у области електронике. Од 2017. године, хардвер Интернета у Кутији се састоји од Разбери Пај-а са замјењивом меморијском картицом. 
Магистарски програм Јавне управе у развојној пракси Колумбија Универзитета је 2016. године користио ове кутије за сврху тромјесечног истраживања изведеног у Доминиканској Републици.

## Дигитална библиотека
Дигитална библиотека се састоји од већег броја модула међу којима се, између осталог, налазе модули Википедије на одређеном језику, Медицинске Енциклопедије, Кан академија лајт и Опен стрит мап.

## Настанак
Овај концепт се развио из школског сервер пројекта One Laptop per Child